# Saltelva
Die Saltelva (auch Saltdalselva) ist ein Fluss in der Kommune Saltdal in der norwegischen Provinz Nordland. 
Sie entspringt im Saltfjell, durchfließt das Tal Saltdal und mündet bei Rognan in den Saltdalsfjord, einem Seitenarm des Skjerstadfjord, welcher wiederum die Fortsetzung des Saltfjord darstellt. Der Fluss ist 78,1 km lang und hat ein
Einzugsgebiet von 1542,27 km². Die mittlere Abflussmenge an der Mündung beträgt 50,94 m³/s.
Entlang der Saltelva im Saltdal verlaufen die Europastraße 6 sowie die Eisenbahnlinie der Nordlandsbanen.